# Gymnoscelis acutipennis
Gymnoscelis acutipennis är en fjärilsart som beskrevs av W. Warren 1902. Gymnoscelis acutipennis ingår i släktet Gymnoscelis och familjen mätare. Inga underarter finns listade i Catalogue of Life.